# Carmen Rasmusen
Carmen Rasmusen (Edmonton, Alberta, 25 de março de 1985) é uma cantora de country music mais conhecida por ser  a sexta colocada na segunda edição do programa norte-americano American Idol em 2003. Carmen toca piano e violão.

## American Idol
Carmen foi a sexta colocada do programa American Idol. No programa ela recebeu muitas críticas. Principalmente de Randy Jackson, que, aparentemente, não achou muito justa a entrada de Carmen.

### Trajetória
Carmen audicionou para os juízes Simon Cowell, Randy Jackson e Paula Abdul em LA e recebeu a afirmação dos três juízes. Em Hollywood ela ficou no top 200, mas foi sumariamente eliminada. Felizmente, ela recebeu sua chance na repescagem do programa (os juízes trouxeram algumas participantes que não participaram das semifinais). Ela cantou Can't Fight The Moonlight de LeAnn Rimes e não recebeu críticas boas dos juízes. Mas, no outro dia, uma surpresa aconteceu: Carmen foi escolhida por Simon Cowell, que nas críticas do dia anterior disse que ela não tinha brilhado ao cantar. A escolha foi polemizada, pois outro participante (Chip Days), era um dos preferidos dos EUA e não foi o escolhido. Mesmo assim, Carmen seguiu no programa até o Top 6, onde ela cantou Love Will Lead You Back, quando foi eliminada.

### Performances
Repescagem: "Can't Fight The Moonlight" (LeAnn Rimes)
Top 12: "You Can't Hurry Love" (Motown/Artista: The Supremes)
Top 11: "Hopelessly Devoted To You" (Temas de Filmes/Artista: Olivia Newton-John)
Top 10: "Wild Angels" (Country Rock/Artista: Martina McBride)
Top 9:  "Turn The Beat Around" (Disco/Artista: Vicky Sue Robinson)
Top 8: "Call Me" (Billboard/Banda: Blondie)
Top 7: "And So It Goes" (Músicas de Billie Joel) (Bottom 2)
Top 6: "Love Will Lead You Back" (Músicas de Diane Warren) (Eliminada)

### Pós-Idol
Após o programa, Carmen participou de dois filmes não lançados no Brasil: Pride and Prejudice e Down and Derby, Além de gravar um EP de 4 músicas, intitulado Carmen. Em 2007, foi anunciado que Carmen assinou um contrato com a gravadora independente de música country Lofton Creek Records e em 7 de Agosto do mesmo ano, ocorrerá o lançamento do seu 1° álbum, Nothin' Like the Summer. Ela também se casou com Bradley Herbert, filho do prefeito de Utah, que é modelo.

## Discografia
| Informação - Álbum                                                                                            |
| --- |
| Carmen EP - Lançado: 23 de Novembro, 2004 - Gravadora: R3 Records                                             |
| Nothin' Like the Summer - Lançamento: 14 de Agosto, 2007/28 de Agosto, 2007 - Gravadora: Lofton Creek Records |

## Filmografia
- 2003: Pride And Prejudice: A Latter-Day Comedy (Charlotte Lucas)
- 2005: Down And Derby (Marilyn)